# Тактовність
Тактовність (лат. tactus — торкання, дотик, відчуття) — вміння поводити себе відповідно до прийнятого етикету і етичних норм. Тактовність передбачає не лише просте дотримання правил поведінки, але й уміння розуміти співрозмовника і не допускати неприємних для інших ситуацій. Людей з почуттям такту називають тактовними. Тактовна людина знає, відчуває, що, в який час, в якому місці можна сказати, зробити або не можна. Це поняття може включати психологічну або соціальну ввічливість.